# لیدر لاین

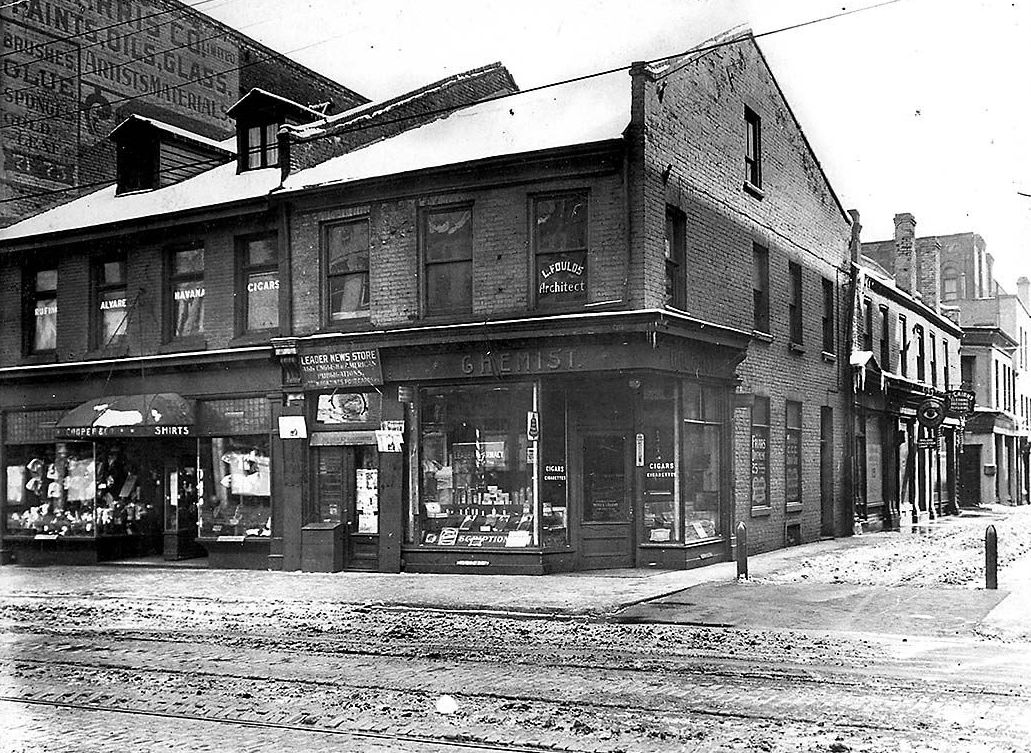
نمایی از خیابان لیدر لاین در دهه ۱۹۲۰

لیدر لاین (انگلیسی: Leader Lane) خیابان کوتاهی در تورنتو، انتاریو، کانادا است. این خیابان بخشی از شهر سابق یورک در کانادای علیا بود. از خیابان ولینگتون تا خیابان کینگ (تورنتو) و عبور از خیابان کولبورن ادامه دارد.